# Бэсси, Калвин
Калвин Чинеду Бэсси (англ. Calvin Chinedu Bassey; род. 31 декабря 1999, Аоста) — нигерийский футболист, защитник английского клуба «Фулхэм» и сборной Нигерии.

## Клубная карьера
Бэсси — воспитанник английского клуба «Лестер Сити». В 2020 году в поисках игровой практики Кэлвин подписал контракт с шотландским «Рейнджерс». 9 августа в матче против «Сент-Миррена» он дебютировал в шотландской Премьер Лиге. 29 ноября в поединке Кубка шотландской лиги против «Фалкирка» Келвин забил свой первый гол за «Рейнджерс». В 2021 году Бэсси стал чемпионом Шотландии. В 2022 года Калвин помог команде завоевать Кубок Шотландии, а также выйти в финал Лиги Европы.
20 июля 2022 года Бэсси перешёл в амстердамский «Аякс», подписав с клубом пятилетний контракт. Сумма трансфера составила 23 млн евро. 21 августа в матче против роттердамской «Спарты» он дебютировал в Эредивизи. 8 октября в поединке против «Волендама» Калвин забил свой первый гол за «Аякс».
28 июля 2023 года футболист подписал четырехлетний контракт с английским клубом «Фулхэм».

## Международная карьера
Бэсси родился в Италии и мог выступать за национальные команды Италии, Англии и Нигерии. В 2021 году он получил вызов в сборную Нигерии на отборочные матчи чемпионата мира 2022.
25 марта 2022 года в отборочном матче чемпионата мира 2022 против сборной Ганы Бэсси дебютировал за сборную Нигерии.

## Достижения
«Рейнджерс»
- Победитель шотландского Премьершипа — 2020/21
- Обладатель Кубка Шотландии — 2021/22
- Финалист Лиги Европы — 2021/22